# Saint-Quentin-la-Motte-Croix-au-Bailly
Saint-Quentin-la-Motte-Croix-au-Bailly è un comune francese di 1 338 abitanti situato nel dipartimento della Somme, nella regione dell'Alta Francia.

## Società

### Evoluzione demografica
Abitanti censiti